# 정주완
정주완(鄭朱完)(1974년 3월 8일 ~ )은 대한민국의 축구 감독이다.